# Carlo Ravizza
Carlo Ravizza fue un filósofo de origen italiano nacido en 1817 y fallecido en 1848.

## Biografía
Carlo estudió leyes, erudito en jurisprudencia, y enseñó filosofía en el Liceo de San Alejandro en Milán, y también enseñó en Padua.
Como escritor su obra más conocida es un ensayo sobre el suicidio y el duelo, desde el punto de vista filosófico, psicológico y moral, y la otra obra célebre es una novela pedagógica, mejoras en la enseñanza.
Carlo instituyó un legado de 700 francos anuales a la Memoria que mejor respondiera a una cuestión de ciencia moral, elegida la obra por una comisión presidida por el presidente del Liceo de Alejandro de Milán.

## Obras
- El suicidio, il sacrifizio della vitae e il duelo, Milán: C. Branca, 1843.
- Sulla la filosofia morale, Milán: G. Chiusi, 1845.
- Sulla Memoria..., 1844.
- Un curato di campagna, Milán, G. Pirola, 1841 (novela)